# Nuoto ai campionati mondiali di nuoto 2024 - Staffetta 4x100 metri misti mista
La gara della staffetta 4x100 metri misti mista dei campionati mondiali di nuoto 2024 si è svolta il 14 febbraio 2024 presso l'Aspire Dome di Doha.

## Podio
| Pos.    | Nazione       | Atleta |
| ------- | ------------- | --- |
| Oro     | Stati Uniti   | Hunter Armstrong Nic Fink Claire Curzan Kate Douglass Jack Aikins Jake Foster Rachel Klinker Addison Sauickie |
| Argento | Australia     | Bradley Woodward Sam Williamson Brianna Throssell Shayna Jack Alexandria Perkins Abbey Harkin                 |
| Bronzo  | Gran Bretagna | Medi Harris Adam Peaty Matthew Richards Anna Hopkin James Wilby Duncan Scott                                  |

## Record
Prima della manifestazione il record del mondo (RM) e il record dei campionati (RC) erano i seguenti.
|  | 3'37"58 | Gran Bretagna | 31 luglio 2021 Tokyo    |
|  | 3'38"56 | Stati Uniti   | 26 luglio 2017 Budapest |

Durante la competizione non sono stati migliorati record.

## Programma
| Data             | Ora (UTC+3) | Turno    |
| ---------------- | ----------- | -------- |
| 14 febbraio 2024 | 10:47       | Batterie |
| 14 febbraio 2024 | 20:48       | Finale   |

## Risultati

### Batterie
| Pos. | Batteria | Corsia | Nazione         | Atleta | Tempo        | Note |
| ---- | -------- | ------ | --------------- | --- | ------------ | ---- |
| 1    | 4        | 3      | Gran Bretagna   | Medi Harris (1'00"62) James Wilby (1'00"00) Duncan Scott (52"15) Anna Hopkin (52"73)                                      | 3'45"50      | Q    |
| 2    | 3        | 4      | Australia       | Bradley Woodward (53"89) Sam Williamson (59"49) Alexandria Perkins (57"47) Abbey Harkin (54"69)                           | 3'45"54      | Q    |
| 3    | 4        | 5      | Stati Uniti     | Jack Aikins (53"49) Jake Foster (59"29) Rachel Klinker (58"18) Addison Sauickie (54"97)                                   | 3'45"93      | Q    |
| 4    | 4        | 7      | Grecia          | Apostolos Christou (53"67) Arkadios Aspougalis (1'00"54) Anna Ntountounaki (57"37) Theodōra Drakou (54"96)                | 3'46"54      | Q    |
| 5    | 4        | 2      | Polonia         | Ksawery Masiuk (53"09) Dominika Sztandera (1'07"28) Adrian Jaśkiewicz (51"63) Kornelia Fiedkiewicz (54"57)                | 3'46"57      | Q    |
| 6    | 4        | 6      | Giappone        | Osamu Kato (54"30) Ikuru Hiroshima (1'00"44) Chiharu Iitsuka (58"13) Nagisa Ikemoto (54"05)                               | 3'46"92      | Q    |
| 7    | 3        | 6      | Svezia          | Hanna Rosvall (1'01"21) Erik Persson (1'00"52) Louise Hansson (56"99) Robin Hanson (48"78)                                | 3'47"50      | Q    |
| 8    | 3        | 2      | Italia          | Michele Lamberti (54"12) Ludovico Viberti (59"63) Giulia D'Innocenzo (59"45) Chiara Tarantino (54"45)                     | 3'47"65      | Q    |
| 9    | 3        | 3      | Canada          | Blake Tierney (54"12) James Dergousoff (1'01"46) Katerine Savard (58"70) Taylor Ruck (53"71)                              | 3'47"99      |      |
| 10   | 4        | 9      | Sudafrica       | Pieter Coetze (53"95) Lara van Niekerk (1'07"23) Erin Gallagher (57"46) Clayton Jimmie (49"39)                            | 3'48"03      |      |
| 11   | 4        | 4      | Cina            | Chen Jie (1'02"38) Dong Zhihao (59"18) Yu Yiting (57"46) Ji Xinjie (48"33)                                                | 3'48"16      |      |
| 12   | 3        | 7      | Spagna          | Carmen Weiler (1'01"00) Carles Coll (1'00"56) Mario Mollá (51"98) María Daza (55"53)                                      | 3'49"07      |      |
| 13   | 4        | 8      | Ungheria        | Ádám Jászó (54"23) Eszter Békési (1'08"99) Richárd Márton (52"69) Petra Senánszky (54"49)                                 | 3'50"40      |      |
| 14   | 4        | 1      | Singapore       | Levenia Sim (1'02"89) En Yi Letitia Sim (1'06"94) Tzen Wei Teong (52"26) Mikkel Lee (48"93)                               | 3'51"02      |      |
| 15   | 2        | 5      | Lituania        | Erikas Grigaitis (55"49) Rūta Meilutytė (1'07"39) Andrius Ŝidlauskas (53"67) Smilte Plytnykaitė (55"44)                   | 3'51"99      |      |
| 16   | 4        | 0      | Filippine       | Jerard Jacinto (57"38) Thanya Dela Cruz (1'08"87) Jarod Hatch (53"35) Kayla Sanchez (54"31)                               | 3'53"91      |      |
| 17   | 3        | 1      | Kazakistan      | Xeniya Ignatova (1'02"36) Arsen Korzhakhmetov (1'03"32) Sofia Spodarenko (59"51) Adilbek Mussin (49"26)                   | 3'54"45      |      |
| 18   | 3        | 9      | Slovacchia      | Teresa Ivan (1'02"55) František Jablčník (1'04"84) Tibor Tišťan (54"88) Tamara Potocká (55"57)                            | 3'57"84      |      |
| 19   | 3        | 8      | Hong Kong       | Cindy Cheung (1'02"18) Lau Shiu Yue (1'10"14) Natalie Kan (1'00"00) Ian Ho (50"77)                                        | 4'03"09      |      |
| 20   | 2        | 2      | Mongolia        | Ariuntamir Enkh-Amgalan (1'04"72) Erkhes Enkhtur (1'05"48) Enkhtamir Batbayar (58"42) Batbayaryn Enkhkhüslen (56"47)      | 4'05"09      |      |
| 21   | 2        | 8      | India           | Suvana Chetana Baskar (1'06"32) Likhith Selvaraj Prema (1'03"53) Tanish George Mathew (56"04) Dhinidhi Desinghu (59"21)   | 4'05"10      |      |
| 22   | 1        | 6      | Isole Cook      | Jacob Story (59"91) Lanihei Connolly (1'10"66) Wesley Roberts (54"69) Mia Laban (1'00"54)                                 | 4'05"80      |      |
| 23   | 3        | 0      | Thailandia      | Ratthawit Thammananthachote (58"10) Saovanee Boonamphai (1'11"32) Navaphat Wongcharoen (53"71) Jenjira Srisaard (1'02"81) | 4'05"94      |      |
| 24   | 2        | 3      | Bahamas         | Lamar Taylor (56"82) Rhanishka Gibbs (1'12"42) Marvin Johnson (56"94) Victoria Russell (1'00"73)                          | 4'06"91      |      |
| 25   | 2        | 6      | Armenia         | Artur Barseghyan (1'00"88) Ashot Chakhoyan (1'05"44) Varsenik Manucharyan (1'03"62) Ani Poghosyan (58"65)                 | 4'08"59      |      |
| 26   | 2        | 0      | Uganda          | Kirabo Namutebi (1'12"34) Tendo Mukalazi (1'07"69) Jesse Ssengonzi (53"76) Gloria Muzito (56"15)                          | 4'09"94      |      |
| 27   | 1        | 3      | Kenya           | Imara Thorpe (1'09"59) Maria Brunlehner (1'14"09) Ridhwan Mohamed (57"84) Monyo Maina (52"29)                             | 4'13"81      |      |
| 28   | 2        | 4      | Rep. Dominicana | Anthony Pineiro (57"62) Javier Núñez (1'07"44) María Alejandra Fernández (1'06"43) Alejandra Santana (1'02"95)            | 4'14"44      |      |
| 29   | 2        | 7      | Brunei          | Amani Al-Obaidli (1'06"02) Saud Ghali (1'07"15) Ahmed Theibich (1'02"54) Noor Yusuf Abdulla (1'04"97)                     | 4'20"68      |      |
| 30   | 2        | 9      | Micronesia      | Katerson Moya (1'07"31) Tasi Limtiaco (1'04"60) Kestra Kihleng (1'11"67) Taeyanna Adams (1'05"67)                         | 4'29"25      |      |
| 31   | 1        | 4      | Guam            | James Hendrix (1'04"34) Israel Poppe (1'11"84) Amaya Bollinger (1'13"33) Mia Lee (1'01"23)                                | 4'30"74      |      |
| 32   | 1        | 5      | Maldive         | Hamna Ahmed (1'19"87) Mubal Azzam Ibrahim (1'14"47) Mohamed Rihan Shiham (1'01"39) Aishath Ulya Shaig (1'06"10)           | 4'41"83      |      |
| DNS  | 2        | 1      | Rep. Ceca       | Non partiti | Non partiti  |      |
| DSQ  | 3        | 5      | Paesi Bassi     | Maaike de Waard (1'00"67) Casper Corbeau (59"00) Nyls Korstanje (51"36) Kira Toussaint                                    | Squalificati |      |

### Finale
| Pos. | Corsia | Nazione       | Atleta | Tempo   | Note |
| ---- | ------ | ------------- | --- | ------- | ---- |
|      | 3      | Stati Uniti   | Hunter Armstrong (53"07) Nic Fink (58"27) Claire Curzan (56"54) Kate Douglass (52"34)                      | 3'40"22 |      |
|      | 5      | Australia     | Bradley Woodward (53"92) Sam Williamson (59"54) Brianna Throssell (57"22) Shayna Jack (52"44)              | 3'43"12 |      |
|      | 4      | Gran Bretagna | Medi Harris (1'00"28) Adam Peaty (59"42) Matthew Richards (52"87) Anna Hopkin (52"52)                      | 3'45"09 |      |
| 4    | 2      | Polonia       | Ksawery Masiuk (53"39) Dominika Sztandera (1'06"98) Jakub Majerski (51"05) Katarzyna Wasick (54"62)        | 3'46"04 |      |
| 5    | 6      | Grecia        | Apostolos Christou (53"50) Arkadios Aspougalis (1'01"22) Anna Ntountounaki (56"88) Theodōra Drakou (55"09) | 3'46"69 |      |
| 6    | 8      | Italia        | Michele Lamberti (54"48) Nicolò Martinenghi (58"21) Giulia D'Innocenzo (1'00"22) Chiara Tarantino (54"38)  | 3'47"29 |      |
| 7    | 1      | Svezia        | Hanna Rosvall (1'01"50) Erik Persson (1'00"16) Louise Hansson (57"39) Björn Seeliger (48"41)               | 3'47"46 |      |
| 8    | 7      | Giappone      | Osamu Kato (54"68) Ikuru Hiroshima (1'00"50) Chiharu Iitsuka (58"16) Nagisa Ikemoto (54"26)                | 3'47"60 |      |